# 1918 - I giorni del coraggio
1918 - I giorni del coraggio (Journey's End) è un film del 2017 diretto da Saul Dibb, con protagonisti Sam Claflin, Asa Butterfield e Paul Bettany.
La sceneggiatura si basa sull'opera teatrale Journey's End di Robert Cedric Sherriff del 1928.
I giorni del coraggio è un film sugli ultimi attimi della prima guerra mondiale. Ci troviamo infatti nel marzo del 1918, alla vigilia dell’Offensiva di primavera: l’ultimo tentativo da parte dell’esercito tedesco di risollevare in suo favore le sorti della guerra. La vicenda si svolge in una trincea sul fronte occidentale francese, nell'Aisne, dove un manipolo di soldati inglesi guidati dal Capitano Denis Stanhope (Sam Claflin), attende in prima linea l’attacco dei tedeschi.

## Trama
Fresco di addestramento, nonostante gli avvertimenti, il Sottotenente Jimmy Raleigh (Asa Butterfield) decide di farsi assegnare dallo zio generale alla compagnia C, comandata dal Capitano Stanhope, amico d’infanzia suo e di sua sorella Margaret, ignaro di trovare un uomo molto diverso da quello di un tempo e che imparerà a conoscere di nuovo nei sei giorni di attesa prima dell’offensiva nemica. In attesa della preannunciata carneficina, Jimmy e il resto degli ufficiali fanno i conti con speranze e illusioni di sopravvivere per vedere una nuova alba e il ritorno a casa.
Il manipolo di soldati, come detto, è comandato da Stanhope, un buon ufficiale, insignito della Military Cross alla battaglia di Vimy Ridge. Il comandante è offuscato, però, da un'ombra: ha infatti reagito agli orrori della guerra e al peso delle responsabilità rifugiandosi nell'alcolismo. Il secondo in comando è il tenente Osborne, un ufficiale anziano, che si fa affettuosamente chiamare "zio" dai colleghi ufficiali, quando non sono in servizio. Altri componenti del corpo ufficiali della compagnia sono Trotter, promosso ufficiale, benché provenga da una classe sociale inferiore, per sopperire alle carenze di organico, e Hibbert, i cui tentativi di sfuggire alla linea del fronte lamentandosi del dolore agli occhi vengono respinti con rabbia da Stanhope. Gli ufficiali lavorano come una squadra affiatata, sedendosi ogni sera a una cena di tre portate (in pratica qualunque zuppa, carne in scatola e frutta in scatola abbia preparato il cuoco). Raleigh impara i suoi doveri, effettuando frequenti ispezioni delle trincee, e familiarizzando con i soldati.
Il comandante del battaglione informa Stanhope che un disertore ha rivelato che l'assalto tedesco è previsto per giovedì 21 marzo 1918. Allo scopo di ottenere ulteriori informazioni, il comandante ordina a Stanhope di inviare due dei suoi ufficiali e dieci uomini per un raid diurno attraverso la terra di nessuno per fare uno o più prigionieri. Gli ufficiali scelti sono il fidato tenente Osborne e il sottotenente Raleigh. Solo quattro uomini e Raleigh riescono a tornano vivi, con un prigioniero.
Il giorno dell'attacco tedesco tutti i soldati inglesi sono ai loro posti. Inizia un serrato bombardamento e i soldati britannici riescono a malapena a vedere le loro armi attraverso tutta la polvere e i detriti. Raleigh è gravemente ferito alla schiena. Stanhope lo soccorre adagiandolo su un letto nella baracca ufficiali, ma c'è poco da fare: Raleigh esala il suo ultimo respiro mentre Stanhope tenta di rassicurarlo.
Al termine del film si vedono i soldati tedeschi, in maschere antigas, sorvegliare le trincee catturate al nemico, con i corpi degli inglesi morti sparsi tutto intorno. Nel frattempo, tornata a casa, Margaret riceve finalmente una lettera dal fratello, inviata poco dopo il suo arrivo al fronte.

## Distribuzione
La pellicola è stata presentata al Toronto International Film Festival l'8 settembre 2017.

### Date di uscita
- Regno Unito: 2 febbraio 2018
- Irlanda: 2 febbraio 2018
- Stati Uniti d'America 16 marzo 2018
- Canada: 30 marzo 2018
- Sudafrica: 18 maggio 2018
- Italia: 2 settembre 2020 (DVD)

## Accoglienza

### Critica
La pellicola è stata ben accolta dalla critica. Sul sito Rotten Tomatoes ottiene il 97% delle recensioni professionali positive con un voto medio di 7,4 su 10, basato su 29 critiche.

### Incassi
La pellicola negli Stati Uniti ha incassato 161796 $.

## Riconoscimenti
- 2018 - Evening Standard British Film Awards
  - Candidatura per il miglior attore a Sam Claflin